# La Litera
La Litera (in aragonese: A Litera; in catalano: La Llitera) è una delle 33 comarche dell'Aragona, con una popolazione di 18 798 abitanti; suoi capoluoghi sono Binéfar e Tamarite de Litera.
Amministrativamente fa parte della provincia di Huesca, che comprende 10 comarche.
Confina a nord con la comarca di Ribagorza, ad est con la provincia di Lleida, a sud con la comarca di Bajo Cinca, ad ovest con la comarca di Cinca Medio e a nordovest con quella di Somontano de Barbastro.